# Жмяркі
Жмяркі (пол. Żmiarki) — село в Польщі, у гміні Дубова Колода Парчівського повіту Люблінського воєводства.
Населення — 174 особи (2011).
У 1975-1998 роках село належало до Білопідляського воєводства.

## Демографія
Демографічна структура станом на 31 березня 2011 року:
|          | Загалом | Допрацездатний вік | Працездатний вік | Постпрацездатний вік |
| -------- | ------- | ------------------ | ---------------- | -------------------- |
| Чоловіки | 97      | 19                 | 65               | 13                   |
| Жінки    | 77      | 16                 | 41               | 20                   |
| Разом    | 174     | 35                 | 106              | 33                   |